# Giao hưởng số 22 (Haydn)
Giao hưởng số 22 cung Mi giáng trưởng hay còn gọi là Giao hưởng nhà triết học là bản giao hưởng của nhà soạn nhạc người Áo Joseph Haydn. Ông sáng tác tác phẩm này vào năm 1764.